# Raymond le Gros
Raymond (ou Redmond)  fitz William FitzGerald (mort vers 1185/1198), surnommé  le Gros (anglais the Fat), est un capitaine Cambro-Normand lors de l'invasion normande de l'Irlande. Raymond fait partie de la petite troupe de chevaliers normands  qui parviennent sur la côte sud de l'Irlande avant d'être renforcés par les forces plus importantes de Richard FitzGilbert de Clare. Il est actif lors de la consolidation du pourvoir normand en Irlande avant de se retirer dans ses domaines  de  Waterford où il meurt à la fin du XIIe siècle

## Origine
Raymond grandit au pays de Galles il est le fils de William FitzGerald seigneur de Carew et le petit-fils de la princesse Nest ferch Rhys, fille de Rhys ap Tewdwr, le dernier prince indépendant du sud du pays de Galles.

## Carrière
Raymond est avec son oncle Maurice fitz Gerald le héros de l'épopée de Giraud de Barri Conquête de l'Irlande Raymond y débarque  à Baginbun Head dans la  péninsule de Hook, près de  Waterford, début mai 1170, de ses deux navires nommés La Bague et La Bonne; 10 chevaliers et 70 archers ,. Il est immédiatement assiégé dans ses retranchements par une force d'Irlandais et de Gall Gàidheal qu'il repousse en rassemblant un troupeau voisin de bétail que ses hommes avaient capturé et en le conduisant tête baissée dans l'ennemi qui approchait... Son parent Gérald estime à 3.000 le nombre d'Irlandais à qui la centaine d'hommes de Raymond font face victorieusement et à environ 1.000 le nombre de Gaëls et d'Hiberno-Norses qui sont tués ou capturés.
Il est ensuite le second de Strongbow et joue un rôle capital dans la prise de Waterford et l'assaut victorieux de  Dublin. Il est envoyé en Aquitaine pour présenter à Henri II d'Angleterre les conquêtes de Strongbow, mais il est de retour à Dublin en juillet 1171, lorsqu'il repousse les assauts contre la ville. Richard FitzGilbert de Clare l'offense gravement ensuite en lui refusant la main de sa sœur Basilia, veuve de Robert de Quincy. Raymond se retire alors au pays de Galles et Hervé de Mountmaurice devient châtelain à sa place.
Lorsqu’éclate la rébellion générale contre le comte de Clare en 1174, Raymond revient accompagné de son oncle Meiler FitzHenry, après avoir reçu l'assurance de son union avec Basilia. Il est accompagné de 450 hommes et délivre Strongbow qui est assiégé dans Waterford. Son mariage avec Basilia est finalement célébré à Wexford immédiatement après ce combat.  Réinvesti de sa charge de châtelain, il obtient une série de succès dont la prise de la cité de Limerick en octobre 1175.
Son rival Mountmaurice réussit à obtenir le rappel de Raymond au motif que son pouvoir menaçait l'autorité royale, mais le connétable est retardé par une nouvelle épidémie à Limerick, lorsque les troupes du comte refusent de marcher sans lui. À la mort de Strongbow, il exerce les fonctions de gouverneur jusqu'à l'arrivée de William FitzAldelm (en)
à qui il remet les forteresses royales. Il est privé de ses domaines près de Dublin et de Wexford, mais la famille  FitzGerald obtient le rappel de FitzAldelm au début de 1183 et retrouve son pouvoir et son influence. En 1182, il délivre son demi-oncle 
Robert Fitz-Stephen (en), qui était assiégé dans Cork. En 1185, son cousin germain Philippe de Barry, fils de William FitzOdo de Barry, vint en Irlande pour l'aider au rétablissement de certains cantrefs du royaume de Desmond

## Mort
On ignore la date de sa mort. Il était certainement vivant lorsque Jean sans Terre vient en Irlande en 1185. Giraud de Barry ne mentionne pas sa mort dans son  Expugnatio Hibernica qu'il termine en 1189. Sa veuve Basilia se remarie avec Geoffrey FitzRobert  à une date indéterminée entre 1198 et 1201. Selon la tradition il est inhumé dans l'Abbaye de Molana (en).

## Sources
- (en) The Oxford Companion to Irish History, Oxford, Oxford University Press, 1998, 618 p. (ISBN 0-19-211695-9, lire en ligne ), « Raymond fitz William »
- (en) M. T. Flanagan, Oxford Dictionary of National Biography, Oxford University Press, septembre 2004, online éd. (DOI 10.1093/ref:odnb/9582, lire en ligne), « Fitzgerald, Raymond fitz William (d. 1189x92) »
- (en) Aubrey Gwynn et R. Neville Hadcock, Medieval Religious Houses Ireland, Londres, Longman, 1970 (ISBN 0-582-11229-X)
- (en) F. X. Martin, Medieval Ireland, 1169–1534, Oxford, Art Cosgrove, 2008 (1re éd. 1987), 67–97 p. (ISBN 978-0-19-821755-8), « Allies and an Overlord, 1169–72 »
- (en) Goddard Henry Orpen, Ireland under the Normans, 1169-1216, vol. 1-2, Oxford, 1911
- (en) Richard Roach, The Norman Invasion of Ireland, Dublin, Anvil Books, 1970, 271 p. (ISBN 0-947962-81-6)